# Ciudad real libre
Una ciudad real libre o ciudad libre real (en latín: Libera regia civitas) fue la denominación oficial para las ciudades más importantes del Reino de Hungría desde finales del siglo XII hasta la Revolución húngara de 1848. El rey concedía a estas ciudades ciertos privilegios para descartar la posibilidad del control de la nobleza húngara, por eso «real», y ejercían cierto autogobierno en relación con sus asuntos internos, por lo tanto, «libres». Desde finales del siglo XIV, los enviados electos de las ciudades reales libres participaron en las sesiones del parlamento húngaro, por lo que pasaron a formar parte de la legislatura. La lista también incluye ciudades del Reino de Croacia y el Banato de Bosnia, que formaban parte de las Tierras de la Corona Húngara.
La denominación "ciudad real libre" en los idiomas del reino era:
- en latín: Libera regia civitas
- en húngaro: Szabad királyi város
- en alemán: Königliche Freistadt
- en rumano: Oraș liber regesc
- en eslovaco: Slobodné kráľovské mesto
- en croata: Slobodni kraljevski grad
- en serbio: Slobodni kraljevski grad

El estatus era similar al de las ciudades imperiales libres en el Sacro Imperio Romano Germánico.

## Sus privilegios
Las ciudades reales libres estaban sujetas solo al rey, eran propiedad del rey. Los habitantes de las ciudades reales libres tenían el privilegio de tener el derecho de amurallar el asentamiento de una ciudad de mercado. A los ciudadanos se les podrían otorgar derechos civiles. Podían elegir ellos mismos a sus feligreses. El derecho a realizar ferias y el derecho a detener mercancías (derecho de emporio) eran importantes. Los ciudadanos eran libres de hacer un testamento. Sus impuestos se pagaban al rey una vez al año en una suma global.
Hubo tres tipos de  ciudades reales libres:
- Las ciudades de Tarnok (Tárnoki városok), que consistía en un grupo de ciudades que tenían el privilegio de tener un poder judicial independiente. A finales del siglo XV, estas ocho ciudades eran Buda, Pest, Sopron, Bratislava, Trnava, Kosice, Bardejov y Prešov. Las ciudades de Tarnok pertenecían al presidente o mayordomo de Tarnok. En estas ciudades, se aplicaba la ley de Buda, que se desarrolló a partir de la ley de Fehérvár, y juzgaba el maestro de jueces. En los juicios civiles, la apelación tenía que presentarse ante la silla del Canciller con los presidentes civiles.

- Las ciudades del personal (Személynöki városok), que podían apelar al presidente del personal en su litigio. A la cabeza de la sede del personal estaba el personal real, como el gobernador de la corte de la persona del gobernante. A finales de la Edad Media, pertenecían aquí Székesfehérvár, Esztergom, Lőcse, Kisszeben y Szakolca.

- Ciudades mineras reales libres (civitates montanae) y ciudades sajonas. El tercer grupo de ciudades reales libres incluía a las ciudades mineras de Garamvölgy y sus alrededores: Korpona, Körmöcbánya, Banská Štiavnica, Banská Bystrica, Újbánya, Bakabánya, Libetbánya, Bélabánya, Breznóbánya. Además, todas las ciudades de los sajones de Transilvania (la «Universidad Sajona de Transilvania» o la Universidad Sajona) tenían estatus real libre, encabezada por el rey de Sibiu con representación real.

## Historia de las ciudades reales libres
Aunque su formación comenzó en los siglos XI y XII con la donación de los derechos de Fehérvár (la primera ciudad autónoma libre en Hungría fue Székesfehérvár), a finales de los siglos XIV y XV la categoría de ciudades reales libres se separó de la de las ciudades comerciales. El momento fundamental fue el esfuerzo por sacar estas ciudades de la jurisdicción de los condados nobles y, como sugiere su nombre, someterse únicamente al rey.
En el siglo XVII, la nobleza húngara buscó reducir esos privilegios, y el rey solo tenía derecho a declararla ciudad real libre a partir de 1687 con la aprobación de la Asamblea Nacional. Desde finales del siglo XVIII, la nobleza incluso logró que los votos de todas las ciudades reales libres se tomaran como una solo en el parlamento.
Sin embargo, el número de ciudades reales libres aumentó gradualmente: a finales del siglo XVII había 32; en 1720, ya eran 36; y en 1787, 44 (incluidas 9 en Transilvania y 8 en Croacia); y en 1828 había un total de 51 ciudades reales libres en el territorio del Reino de Hungría.
La ley de 1514 clasificaba las siguientes ciudades reales:
- 1) Ciudades de Tárnok: Buda, Pest, Košice, Bratislava, Trnava, Bardejov, Prešov, Sopron;
- 2) Ciudades del personal: Óbuda, Esztergom, Székesfehérvár, Lőcse, Szakolca, Kisszeben, Szeged.

Además de las anteriores, Trenčín, Körös y Varasd habían obtenido previamente el estatus de ciudades reales libres, aunque no se mencionan en la ley de 1514.
Después de la caída de Buda en 1541, a finales del siglo XVI, Bratislava, Sopron, Trnava, Košice, Bártfa, Prešov, Levoča, Kisszeben, Szakolca, Trenčín, Zagreb, Varazdin, Kőrös y Kapronca eran ciudades reales libres, que junto con las siete ciudades mineras de la Baja Hungría (Banská Štiavnica, Banská Bystrica, Libetbánya, Bakabánya, Bélabánya, Körmöcbánya, Újbánya) formaron el cuarto orden.
En 1779, las siguientes ciudades fueron clasificadas como ciudades reales libres:
- 1) Ciudades de Tárnok: Bártfa, Buda (1703), Debrecen (1693), Prešov, Győr (1743), Košice, Eisenstadt (1649), Komárom (1745), Korpona, Kőszeg (1648), Modor (1607), Trnava, Pest (1703), Bratislava, Sopron, Szakolca, Satu Mare (1715), Szeged (1719), Novi Sad (1748), Sombor (1749) y Zagreb

- 2) Ciudades del personal: Bakabánya, Bazin (1638), Bélabánya, Bistrița, Breznóbánya (1655), Esztergom (1708), Kežmarok (1655), Kisszeben, Körmöcbánya, Libetbánya, Lőcze, Nagybánya, Rustgyörgy (1681) 1638), Trenčín, Újbánya, Zólyom, y en Croacia Kapronca (1547), Károlyváros (1779), Kőrös, Varasd y Zengg (1715).

En 1848, una ley aprobada durante la Guerra de la Independencia (1848) abolió las ciudades reales libres y estableció tres nuevas categorías para el estatus legal de las ciudades:
- ciudad pequeña (kisváros) (menos de 12 000 hab.)
- ciudad central (középváros) (12−30 000 hab.)
- gran ciudad (nagyváros) (más de 30 000 hab.)

## Lista de ciudades reales libres de Hungría

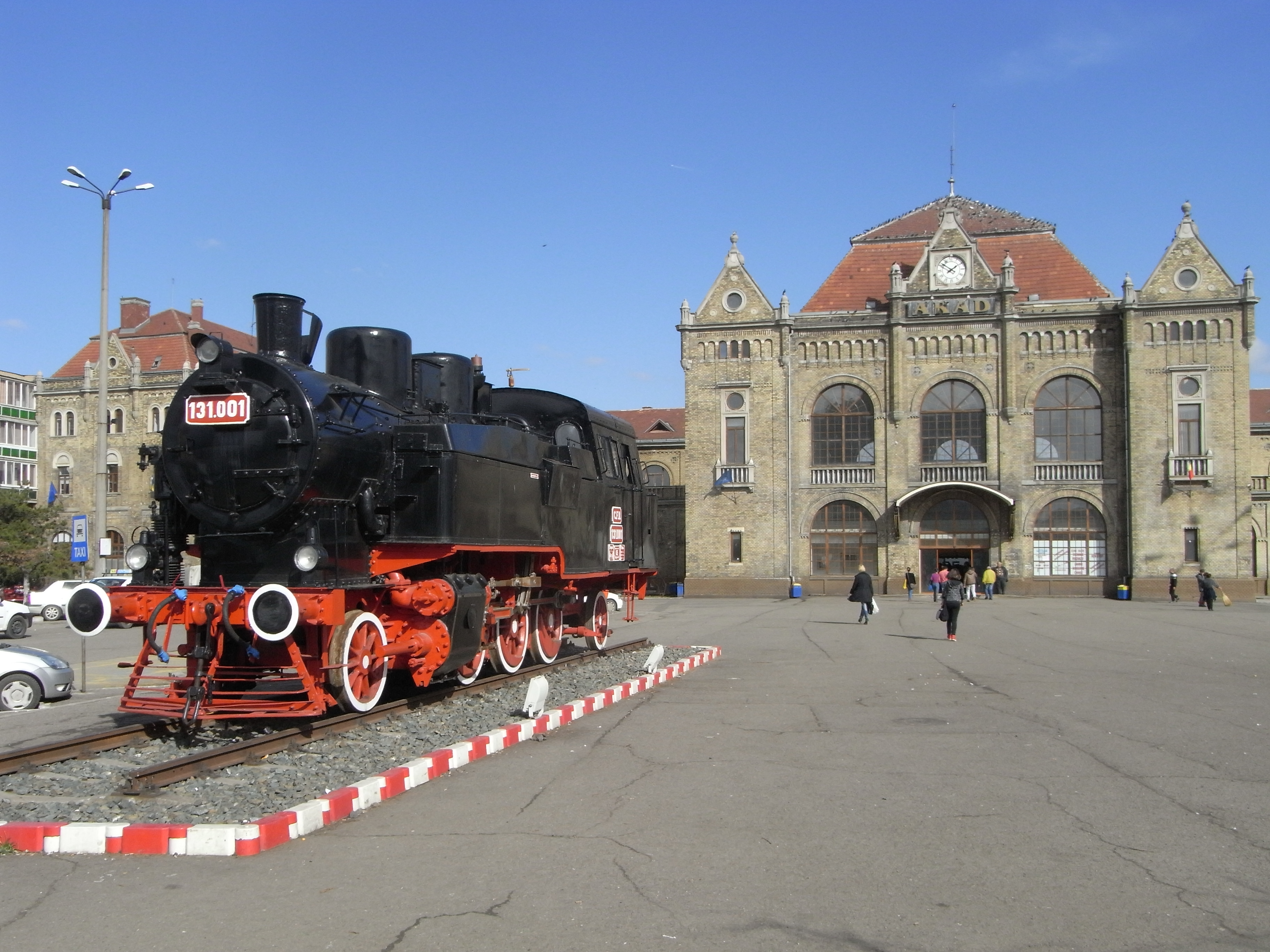
Estación de tren de Arad

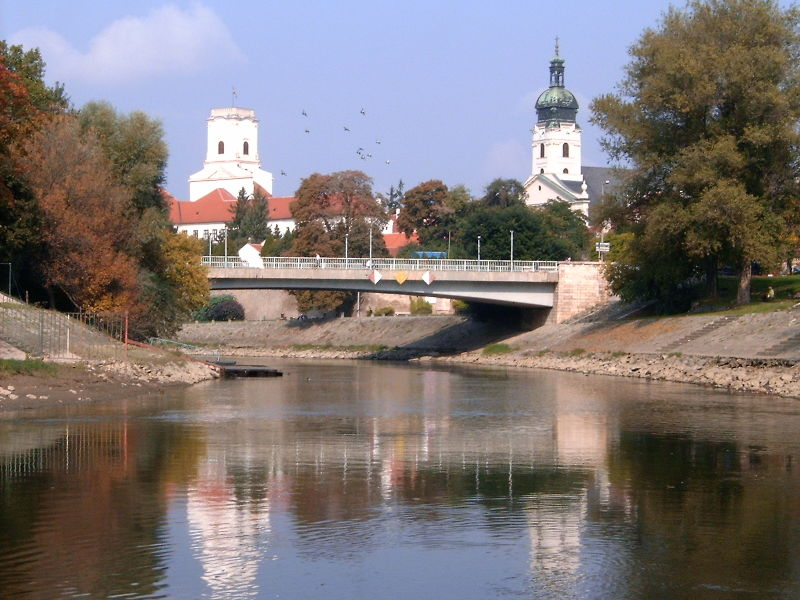
Rába en Győr

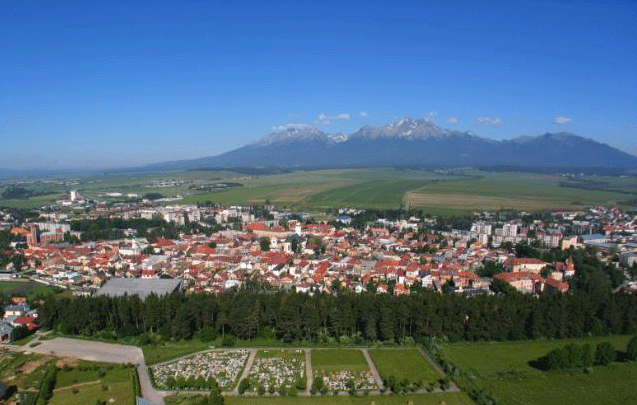
Vista desde arriba Kežmarok (Késmárk)

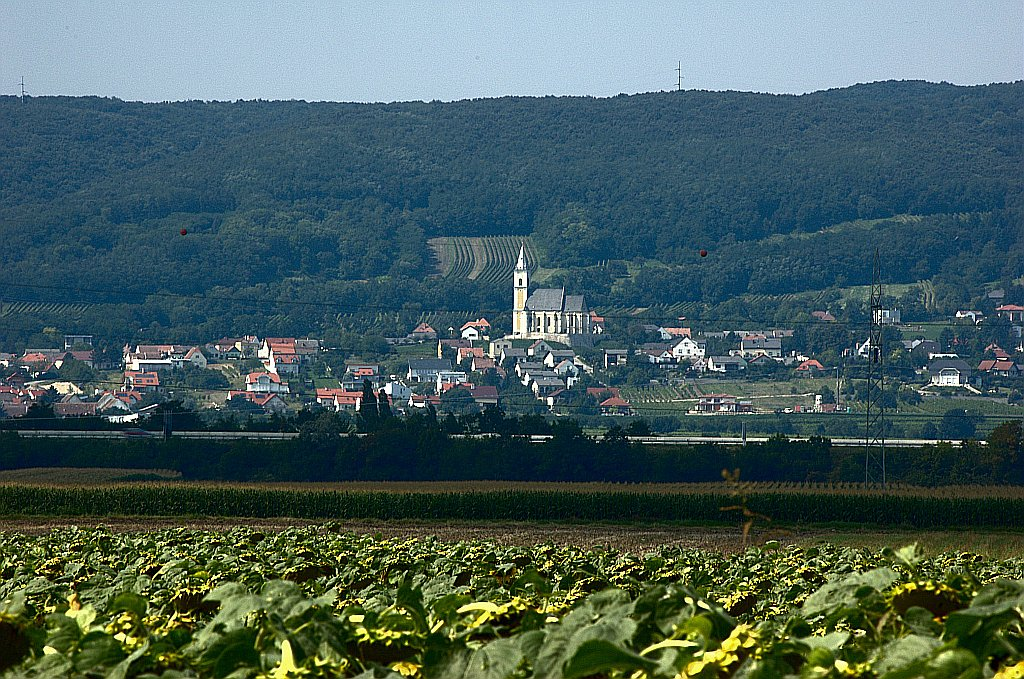
Kleinhöflein (Kishöflány) im Burgenland al pie de las montañas Leitha (Lajta-hegység)

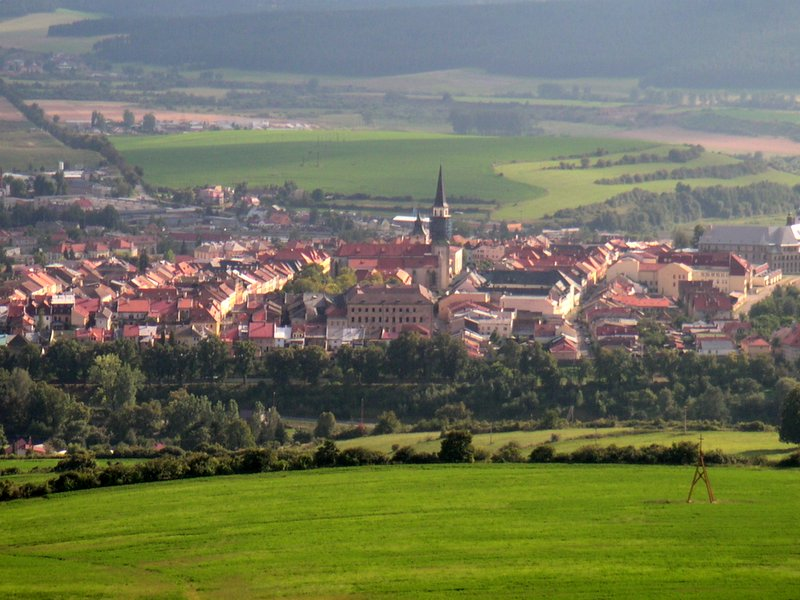
Levoča (Lőcse) desde Mariánska hora (Máriahegy)

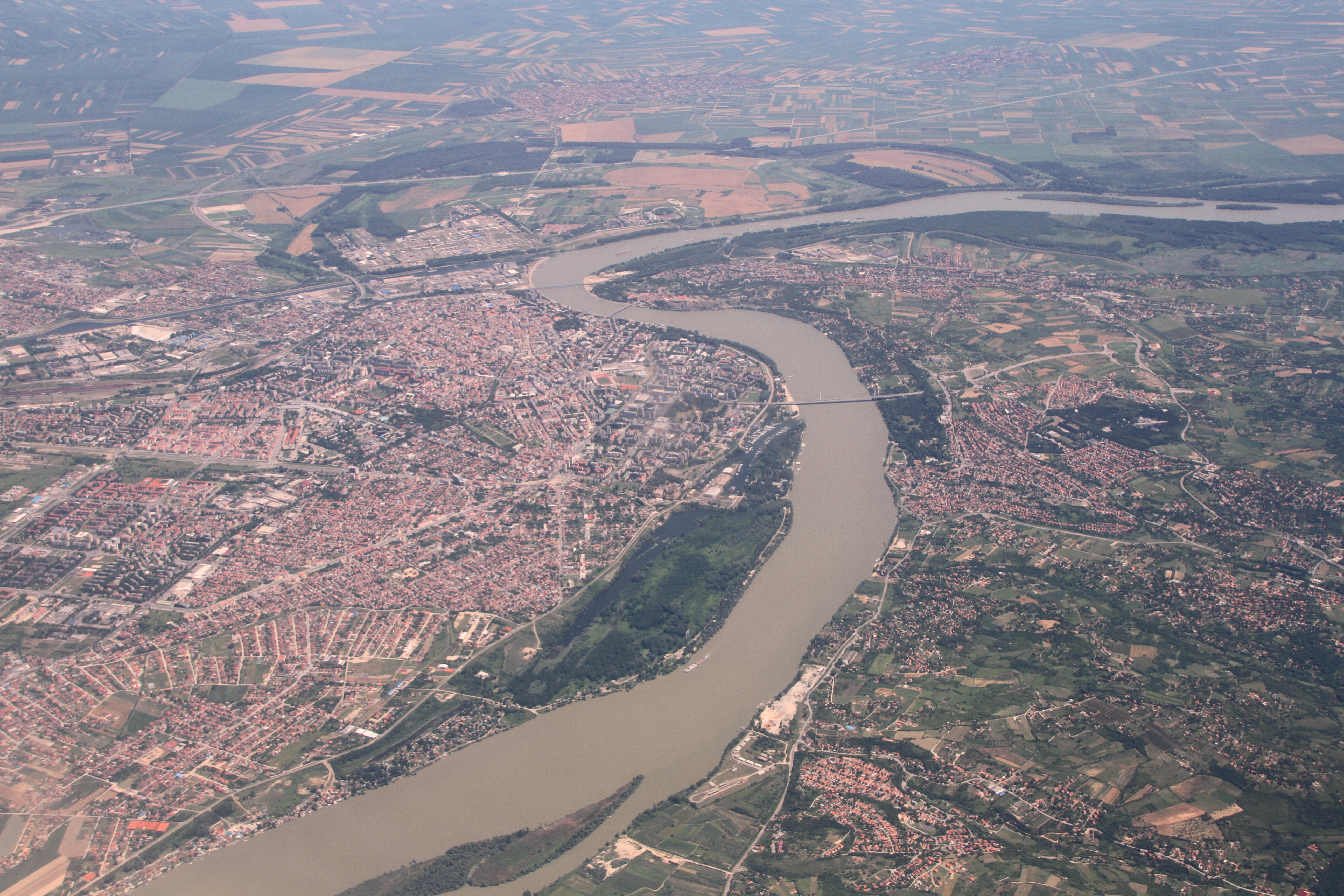
Novi Sad (Újvidék)

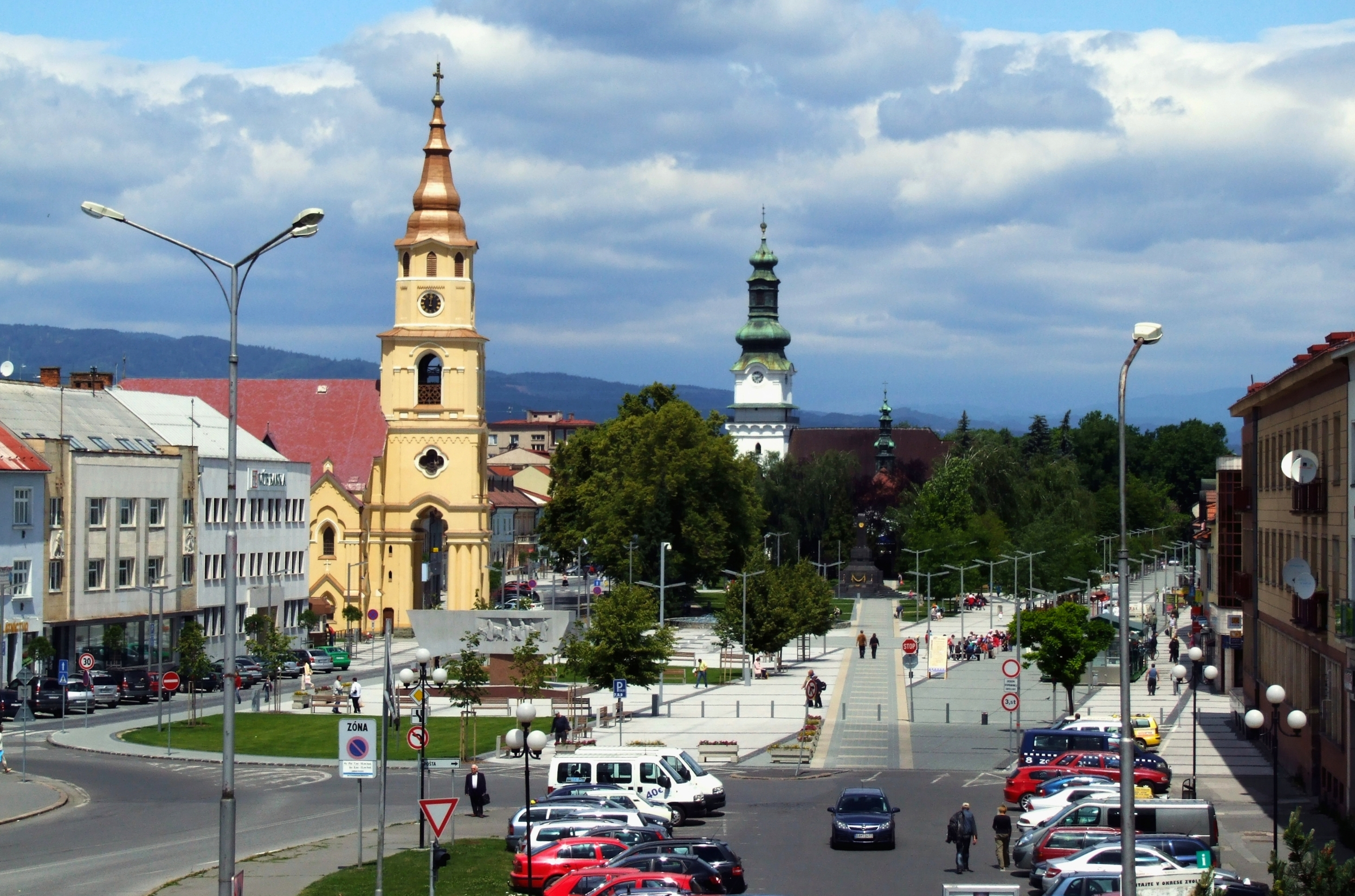
Zvolen (Zólyom)

| País actual          | Año  | Nombre español actual | Nombre húngaro | Otros nombres históricos    |
| -------------------- | ---- | --------------------- | -------------- | --------------------------- |
| Rumania              |      | Alba Iulia            | Gyulafehérvár  |                             |
| Rumania              |      | Arad                  | Arad           |                             |
| Rumania              |      | Baia Mare             | Nagybánya      |                             |
| Rumania              |      | Baia Sprie            | Felsőbánya     |                             |
| Eslovaquia           |      | Banská Bystrica       | Besztercebánya |                             |
| Eslovaquia           |      | Banská Štiavnica      | Selmecbánya    |                             |
| Eslovaquia           |      | Bardejov              | Bártfa         |                             |
| Bosnia y Herzegovina |      | Bihać                 | Bihács         | Bišće, Bić                  |
| Rumania              |      | Bistrița              | Beszterce      |                             |
| Rumania              |      | Braşov                | Brassó         | Kronstadt                   |
| Eslovaquia           |      | Bratislava            | Pozsony        | Pressburg, Prešporok, Požun |
| Rumania              |      | Brezno                | Breznóbánya    |                             |
| Hungría              | 1703 | Buda                  | Buda           |                             |
| Rumania              |      | Cluj-Napoca           | Kolozsvár      | Klausenburg, Cluj           |
| Hungría              | 1693 | Debrecen              | Debrecen       |                             |
| Austria              | 1649 | Eisenstadt            | Kismarton      |                             |
| Rumania              |      | Dumbrăveni            | Erzsébetváros  |                             |
| Hungría              |      | Esztergom             | Esztergom      |                             |
| Rumania              |      | Gherla                | Szamosújvár    |                             |
| Hungría              | 1743 | Győr                  | Győr           |                             |
| Eslovaquia           |      | Kežmarok              | Késmárk        |                             |
| Hungría              | 1745 | Komárom               | Komárom        |                             |
| Eslovaquia           |      | Košice                | Kassa          |                             |
| Hungría              | 1648 | Kőszeg                | Kőszeg         |                             |
| Croacia              |      | Krapina               | Korpona        |                             |
| Eslovaquia           |      | Kremnica              | Körmöcbánya    |                             |
| Eslovaquia           |      | Levoča                | Lőcse          |                             |
| Eslovaquia           |      | Ľubietová             | Libetbánya     |                             |
| Rumania              |      | Mediaș                | Medgyes        |                             |
| Eslovaquia           | 1607 | Modra                 | Modor          |                             |
| Eslovaquia           |      | Nová Baňa             | Újbánya        |                             |
| Serbia               | 1748 | Novi Sad              | Újvidék        |                             |
| Rumania              |      | Orăștie               | Szászváros     | Broos                       |
| Hungría              |      | Pécs                  | Pécs           |                             |
| Hungría              | 1703 | Pest                  | Pest           |                             |
| Eslovaquia           |      | Pezinok               | Bazin          |                             |
| Eslovaquia           |      | Prešov                | Eperjes        |                             |
| Eslovaquia           |      | Pukanec               | Bakabánya      |                             |
| Croacia              |      | Rijeka                | Fiume          |                             |
| Austria              | 1681 | Rust                  | Ruszt          |                             |
| Eslovaquia           |      | Sabinov               | Kisszeben      |                             |
| Rumania              | 1715 | Satu Mare             | Szatmárnémeti  | Sătmar                      |
| Rumania              |      | Sebeș                 | Szászsebes     | Mühlbach                    |
| Rumania              |      | Sfântu Gheorghe       | Szentgyörgy    |                             |
| Rumania              |      | Sibiu                 | Nagyszeben     | Hermannstadt                |
| Rumania              |      | Sighișoara            | Segesvár       | Schäßburg                   |
| Eslovaquia           |      | Skalica               | Szakolca       |                             |
| Serbia               | 1749 | Sombor                | Zombor         |                             |
| Hungría              |      | Sopron                | Sopron         |                             |
| Serbia               |      | Subotica              | Szabadka       |                             |
| Hungría              | 1719 | Szeged                | Szeged         |                             |
| Hungría              |      | Székesfehérvár        | Székesfehérvár |                             |
| Rumania              |      | Târgu-Mureș           | Marosvásárhely |                             |
| Rumania              |      | Timișoara             | Temesvár       |                             |
| Eslovaquia           |      | Trenčín               | Trencsén       |                             |
| Eslovaquia           |      | Trnava                | Nagyszombat    |                             |
| Eslovaquia           |      | Veľký Šariš           | Nagysáros      |                             |
| Croacia              |      | Vukovar               | Vukovár        | Valkóvár                    |
| Eslovaquia           |      | Zvolen                | Zólyom         |                             |
| Croacia              |      | Zagreb                | Zágráb         | Gradec, Agram               |

### Ciudades con privilegios parciales
| País actual | Año | Nombre español actual | Nombre húngaro  | Otros nombres históricos |
| ----------- | --- | --------------------- | --------------- | ------------------------ |
| Eslovaquia  |     | Banská Belá           | Bélabánya       |                          |
| Eslovaquia  |     | Belá-Dulice           | Turócbéla       |                          |
| Ucrania     |     | Berehove              | Beregszász      |                          |
| Eslovaquia  |     | Nitra                 | Nyitra          |                          |
| Eslovaquia  |     | Podolínec             | Podolin         |                          |
| Rumania     |     | Sighetu Marmatiei     | Máramarossziget |                          |
| Eslovaquia  |     | Šamorín               | Somorja         |                          |
| Ucrania     |     | Uzhhorod              | Ungvár          |                          |
| Hungría     |     | Vasvár                | Vasvár          |                          |
| Serbia      |     | Vršac                 | Versec          |                          |